# Palazzo di Giustizia (Asti)
Il Palazzo di Giustizia di Asti è ubicato in via Govone 9.

## Storia
L'edificio risale al XVIII secolo e fu in passato convento e poi caserma militare addetta al C.A.R. (Centro Addestramento Reclute); intitolata successivamente al capitano Luigi Giorgi, il palazzo è comunemente conosciuto come "Casermone". Dopo anni di abbandono, l'intera struttura è stata oggetto di una serie di lavori di ristrutturazione, protrattisi per più di dieci anni, su progetto degli architetti Giovanni Bo e Luciano Bosia; l'inaugurazione è avvenuta alla fine del 2004.

## Descrizione
Il palazzo è disposto su cinque piani, dove hanno sedi le varie componenti giudiziarie (tribunale, procura, ufficiali giudiziari, ordine degli avvocati), mentre in un edificio adiacente sono sistemati gli uffici del Giudice di pace e l'ufficio NEP.